# Split (Unix)
A split egy Unix parancs, mely segítségével az állományokat feldarabolhatjuk.

## Használata
A parancs általános alakja:
```
split 
[-lines] [-l lines] [-b bytes[bkm]] [-C bytes[bkm]] [--lines=lines] [--bytes=bytes[bkm]] [--line-bytes=bytes[bkm]] [--help] [--version] [infile [outfile-prefix]]
```

A split program a szükséges számú (egy vagy több) kimeneti fájlt hoz létre az infile bemeneti fájl egyes részeiből. Ha nincs bemeneti fájl megadva, vagy annak neve -, a standard bemenetet darabolja fel. Alapértelmezés szerint a split program 1000 bemeneti sort tesz minden kimeneti fájlba. (Az utolsóba természetesen kerülhet kevesebb.)
A kimeneti fájlnevek egy előtagból (prefix) és egy ezt követő betűcsoportból állnak. A betűcsoport olyan lesz, hogy a kimeneti fájlokat névsorban összefűzve az eredeti fájlokat kapjuk vissza. Az alapértelmezett kimeneti előtag az x. Ha az outfile-prefix argumentum adott, ezt használja előtagnak.

## Opciók
- -lines, -l lines, --lines=lines

lines számú sort tesz a kimeneti fájlokba.
- -b bytes[bkm], --bytes=bytes[bkm]

bytes számú bájtot tesz a kimeneti fájlokba. Ez egy pozitív egész kell legyen, melyet egy karakter követhet, mely módosítja az egységet. A lehetséges egységek:
- b

512 bájtos blokk
- k

1-kilobájtos blokk
- m

1-megabájtos blokk.
- -C bytes[bkm], --line-bytes=bytes[bkm]

A kimeneti fájlokba csak teljes sorokat tesz, melyek fájlonkénti összmérete nem éri el a bytes bájtot. Amennyiben egyetlen sor hosszabb, mint bytes bájt, addig folytatja a bytes bájtos kimeneti fájlok létrehozását, amíg a sorból már bytes -nál kevesebb bájt marad hátra. Ezután normálisan folytatja a munkát. A bytes értéknek a --bytes opciónál elmondottaknak megfelelően lehetnek módosító utótagjai. (b, k vagy m)
- --help

Használati útmutatót ír a standard kimenetre, majd kilép.
- --version

A program verziójáról ír ki információt a standard kimenetre, majd kilép.